# 曾亚川
曾亚川，抚州临川人，中华人民共和国政治人物。
毕业于临川一中，后历任国防科工委体制改革司处长、副巡视员、国家能源局政策法规司副司长，升任国家能源局政策法规司司长、国家能源局发言人。在《财经》杂志副主编罗昌平举报国家发改委副主任、国家能源局局长刘铁男涉嫌学历造假并与商人结成官商同盟时，曾亚川出面表示举报内容“纯属造谣，正在报案、报警”。后刘铁男因贪污被逮捕，曾亚川随即被调职。